# Gonçalo Feio
Gonçalo Feio (Lisboa, Portugal, 17 de enero de 1990) es un exfutbolista y entrenador portugués.
Feio fue nombrado entrenador del Motor Lublin en 2022 y del Legia Varsovia en 2024. Bajo su dirección, el Legia ganó la Copa de Polonia 2024-25 y alcanzó los cuartos de final de la Liga Conferencia, su mejor desempeño europeo en años.
A pesar de los éxitos deportivos, las negociaciones para renovar su contrato con el Legia se rompieron en mayo de 2025, y quedó claro que no continuaría en el club después de la temporada. Posteriormente, Feio aceptó una oferta del equipo francés USL Dunkerque, asumiendo el cargo y abandonándolo antes del inicio de la temporada 2025-26 de la Ligue 2.

## Trayectoria
Gonçalo Feio desarrolló su carrera futbolística en las categorías inferiores del Benfica y del Os Belenenses. No obstante, nunca llegó a debutar con el primer equipo y colgó las botas a temprana edad.

### Inicios como entrenador
Posteriormente, Feio comenzó su carrera como entrenador durante sus estudios en la Universidad de Lisboa. Siendo estudiante de primer curso, ganó un concurso organizado por la universidad al mejor trabajo sobre entrenamiento de fútbol juvenil. Como recompensa, le ofrecieron unas prácticas en la academia del Benfica, donde trabajó con grupos de futbolistas de entre 8 y 10 años. Durante una temporada, también fue segundo entrenador del equipo sub-15.
En 2010, Feio llegó a Polonia como parte de un intercambio de estudiantes entre las universidades de Lisboa y Varsovia. Al principio, para poder costearse su estancia en Polonia, trabajó como profesor de idiomas.
En noviembre de 2010, se unió a la academia del Legia de Varsovia, trabajando con numerosos grupos de edad en puestos de entrenador principal y asistente. En 2014, se unió a la plantilla del equipo sénior del Legia como analista de datos y, más tarde, como entrenador asistente, a las órdenes de los entrenadores del primer equipo Henning Berg y Stanislav Cherchésov. Feio abandonó el Legia en noviembre de 2015.
En 2016, se trasladó al Wisła Cracovia, donde trabajó como entrenador de juveniles y entrenador asistente de los entrenadores del primer equipo Kiko Ramírez y Joan Carrillo. En 2019, se trasladó al Xanthi, club de la Superliga de Grecia, donde continuó ejerciendo como asistente de Kiko Ramírez. Feio regresó a Polonia en 2020, encontrando empleo como asistente de Marek Papszun en el Raków Częstochowa. Dejó el Raków tras un altercado físico con el también entrenador del equipo Kamil Waskowski.

### Motor Lublin
El 19 de septiembre de 2022, Feio asumió su primer cargo directivo al ser nombrado entrenador del Motor Lublin, de la tercera división de Polonia, que en aquel momento ocupaba el último puesto de la clasificación. Con Feio al mando, el Motor ganó los play-offs de ascenso y regresó a la I liga tras trece años alejado de la categoría de plata.
El 5 de marzo de 2023, tras un partido de liga contra el GKS Jastrzębie, Feio insultó a la jefa de prensa del Motor, Paulina Maciążek, lo que ocasionó un enfrentamiento con el presidente del club, Paweł Tomczyk, en el cual Feio le atacó con una bandeja de escritorio. Tomczyk tuvo que ser atendido en un hospital y abandonó el club poco después, al igual que Maciążek. El propietario del Motor, Zbigniew Jakubas, defendió a Feio durante una rueda de prensa dos días después. Por sus acciones, el Comité Disciplinario de la Asociación Polaca de Fútbol sancionó al técnico portugués con dos años de inhabilitación (sentencia suspendida por un periodo de un año), una multa económica y le ordenó presentar una disculpa por escrito tanto a Maciążek como a Tomczyk.
Feio abandonó el club en marzo de 2024, a pesar de que el Motor rindió por encima de lo esperado en su primera temporada de regreso a la segunda división; en el momento de la marcha de Feio, el equipo ocupaba la quinta posición en la tabla.

### Legia de Varsovia
El 9 de abril de 2024, tras la destitución de Kosta Runjaić, los medios de comunicación informaron de que Feio iba a sustituirle como entrenador del Legia de Varsovia, equipo de la Ekstraklasa. Un día después, Feio fue anunciado oficialmente por el club, firmando un contrato hasta el final de la temporada 2024-25. En su primera temporada, 2024-25, el Legia, bajo la dirección de Feio, alcanzó los cuartos de final de la Liga Conferencia de Europa y ganó la 21. Copa de Polonia en su historia.
El 25 de mayo de 2025, un día después de finalizar la temporada liguera en quinta posición, se anunció que Feio dejaría el Legia a finales de junio tras no haber logrado un acuerdo para la renovación de su contrato.

### USL Dunkerque
El 20 de junio de 2025 fue anunciado como nuevo entrenador del USL Dunkerque. El 13 de julio, tres semanas más tarde de su nombramiento, Feio abandonó la dirección del equipo por mutuo acuerdo, esto debido a informaciones sobre una la existencia de malas relaciones  del entrenador hacia jugadores y directiva del USL Dunkerque.

## Clubes

### Como entrenador
| Club              | País    | Año       |
| ----------------- | ------- | --------- |
| Motor Lublin      | Polonia | 2022-2024 |
| Legia de Varsovia | Polonia | 2024-2025 |
| USL Dunkerque     | Francia | 2025      |